# 三重県道28号亀山白山線
三重県道28号亀山白山線（みえけんどう28ごう かめやまはくさんせん）は、三重県亀山市から津市白山町に至る主要地方道（三重県道）である。「グリーンロード」と並行している。

## 概要

### 路線データ
2016年（平成28年）4月1日現在。
- 起点：三重県亀山市和田町字安蔵730番1[1][2]
- 終点：三重県津市白山町川口字瀬古2057番地先[1][2]
- 総延長：40.1766km[1]
- 実延長：36.8871 km[1]
- 重用延長：3.2895 km[1]
- 橋梁：34本（総延長：730.2m）[1]

## 歴史
- 1971年（昭和46年）6月26日 - 建設省（現・国土交通省）が主要地方道に指定[3]。
- 1972年（昭和47年）3月31日 - 三重県が三重県道28号亀山白山線を路線認定。
- 1993年（平成5年）5月11日 - 建設省から、主要県道亀山白山線が亀山白山線として主要地方道に再指定される[4]。

## 路線状況

### 重複区間
- 国道163号（津市美里町三郷 - 津市美里町五百野）
- 国道165号（津市白山町中ノ村 地内、倭2交差点 - 倭1交差点）

### 利用状況
交通量
| 地点             | 平日12時間        | 平日24時間        |
| 地点             | 2005年度⇒2010年度 | 2005年度⇒2010年度 |
| 津市美里町穴倉   | 648台⇒ 487台      | 849台⇒ 618台      |
| 津市白山町中ノ村 | 2,131台⇒ 940台    | 2,770台⇒1,231台   |

## 地理

### 通過する自治体
- 亀山市
- 津市

### 交差する道路
- 国道1号（亀山市和田町、起点）
- 三重県道41号亀山鈴鹿線（亀山市和田町）
- 三重県道649号亀山安濃線（亀山市和田町・鹿島町交差点）
- 三重県道565号亀山城跡線（亀山市東御幸町・東御幸町交差点）
- 三重県道144号鈴鹿関線（亀山市天神二丁目）
- 三重県道648号鈴鹿芸濃線（亀山市安知本町）
- 三重県道10号津関線（津市芸濃町椋本）
- 三重県道669号大山田芸濃線（津市芸濃町椋本）
- 三重県道42号津芸濃大山田線（津市芸濃町北神山）
- 三重県道410号草生窪田津線（津市安濃町草生）
- 三重県道411号穴倉南神山津線（津市美里町穴倉）
- 国道163号（津市美里町三郷）
- 国道163号（津市美里町五百野）
- 三重県道659号上稲葉羽野線（津市稲葉町）
- 三重県道660号平生庄田線（津市榊原町）
- 三重県道512号青山高原公園線（津市榊原町）
- 国道165号（津市白山町中ノ村・倭2交差点）
- 国道165号（津市白山町中ノ村・倭1交差点）
- 三重県道662号藤大三停車場線（津市白山町古市・猫座坂交差点）
- 三重県道15号久居美杉線（終点）